# ドルチェスター
株式会社ドルチェスターは、日本の芸能事務所。所在地は東京都渋谷区本町。

## 概要
1995年7月1日に会社設立。若手男性俳優を中心に、役者、モデル、声優、イラストレーター、アーティストまで幅広くマネージメントを行っている。またドラマや映画、CMなどのキャスティング業務を行う部門もある。

## 所属芸能人
| 男性 - 藤田玲 - 村上幸平 - 鎌苅健太 - 髙木俊 - 佐々木崇 - 曽世海司 - 石田隼 - 畠山遼 - 影山達也 - 大澤信児 - 山田隼人 - 三原大和 | 女性 - 岡村さやか - 立道梨緒奈 - 髙橋果鈴 - 西葉瑞希 - 佐々木麻美 - なしお成 - 後藤はるか - 山﨑紫生 - 久保田有紗 - 中根百合香 - 宮原理子 - 友部柚里 - 湖山夏帆 - 森下結音 | タレント・グラビアアイドル - 水樹たま | イラストレーター・評論家 - いしいのりえ アーティスト - DUSTZ |